# En Avant de Guingamp 2016-2017 (femminile)
Questa voce raccoglie le informazioni riguardanti la squadra femminile dell'En Avant de Guingamp 2016-2017 nelle competizioni ufficiali della stagione 2016-2017.

## Divise e sponsor
La grafica riproponeva l'abbinamento cromatico basato sui colori sociali del club, rosso e nero, adottato dal Guingamp maschile. Main sponsor era Celtigel, mentre lo sponsor tecnico, fornitore delle tenuta da gioco, era Patrick.
| Casa | Trasferta |

## Organigramma societario
Area tecnica
- Allenatore: Sarah M'Barek
- Vice allenatore:
- Preparatore dei portieri:
- Preparatore atletico:
- Medico sociale:
- Fisioterapista:
- Coordinatore:

## Rosa
Rosa, ruoli e numeri di maglia come da sito ufficiale, integrati dal sito Footofemenin.fr.
| N. |                    | Ruolo | Calciatrice               |
| -- | ------------------ | ----- | ------------------------- |
| 1  | Francia (bandiera) | P     | Jade Lebastard            |
| 3  | Francia (bandiera) | D     | Suzy Morin                |
| 4  | Francia (bandiera) | D     | Julie Debever             |
| 5  | Francia (bandiera) | D     | Charlotte Lorgeré         |
| 6  | Francia (bandiera) | D     | Maëvane Drozo             |
| 7  | Francia (bandiera) | A     | Faustine Robert           |
| 9  | Nigeria (bandiera) | A     | Desire Oparanozie         |
| 10 | Francia (bandiera) | C     | Marine Pervier (capitano) |
| 12 | Francia (bandiera) | C     | Agathe Olivier            |
| 14 | Nigeria (bandiera) | C     | Evelyn Nwabuoku           |

| N. |                    | Ruolo | Calciatrice            |
| -- | ------------------ | ----- | ---------------------- |
| 16 | Francia (bandiera) | P     | Maryne Gignoux-Soulier |
| 17 | Francia (bandiera) | A     | Salma Amani            |
| 18 | Francia (bandiera) | C     | Margaux Bueno          |
| 19 | Francia (bandiera) | A     | Louise Fleury          |
| 21 | Francia (bandiera) | C     | Océane Rogon           |
| 22 | Francia (bandiera) | D     | Élodie Dinglor         |
| 23 | Francia (bandiera) | A     | Luce Ndolo Ewelé       |
| 26 | Francia (bandiera) | C     | Jeanne Dolain          |
| 27 | Francia (bandiera) | C     | Léa Le Garrec          |
| 40 | Francia (bandiera) | P     | Agathe Fauvel          |

## Calciomercato

### Sessione estiva
| Acquisti | Acquisti         | Acquisti   | Acquisti   |
| R.       | Nome             | da         | Modalità   |
| -------- | ---------------- | ---------- | ---------- |
| C        | Evelyn Nwabuoku  | Östersund  | definitivo |
| C        | Marine Pervier   | Nîmes      | definitivo |
| A        | Luce Ndolo Ewelé | Val d'Orge | definitivo |

| Cessioni | Cessioni          | Cessioni             | Cessioni   |
| R.       | Nome              | a                    | Modalità   |
| -------- | ----------------- | -------------------- | ---------- |
| P        | Émmeline Mainguy  | Santa Teresa         | definitivo |
| D        | Marion Boishardy  | Saint-Étienne        | definitivo |
| D        | Noémie Carage     | Saint-Étienne        | definitivo |
| D        | Caroline La Villa | Lilla                | definitivo |
| D        | Ophélie Mareau    | CPB Bréquigny Rennes | definitivo |
| C        | Marine Dafeur     | Lilla                | definitivo |
| C        | Lalia Dali-Storti | Olympique Marsiglia  | definitivo |
| C        | Aminata Diallo    | Paris Saint-Germain  | definitivo |
| C        | Mélissa Plaza     |                      | svincolata |
| A        | Laura Douessin    | Saint-Malo           | definitivo |
| A        | Clarisse Le Bihan | Montpellier          | definitivo |

## Risultati

### Division 1

#### Girone di andata
| Arbitro: | Maubacq |

|                |           |  |
| Oparanozie 73’ | Marcatori |  |

| Arbitro: | Cruchon |

|                                |           |  |
| Jakobsson 6’, 37’ Le Bihan 70’ | Marcatori |  |

| Arbitro: | Bonnin |

|  |           |                                        |
|  | Marcatori | 13’ Cristiane 53’, 70’ Delie 58’ Érika |

| Arbitro: | Buffart |

|  |           |                                 |
|  | Marcatori | 20’ Amani 62’ (rig.) Oparanozie |

| Arbitro: | Bonnin |

|                           |           |                                 |
| Fleury 20’ Oparanozie 76’ | Marcatori | 53’ Ouinekh-Youssouf 57’ Cambot |

| Arbitro: | Cruchon |

|                                                                                           |           |                |
| Abily 8’, 46’ Majri 11’ Bremer 28’ Kumagai 31’ (rig.) Lavogez 45’ Le Sommer 63’, 82’, 84’ | Marcatori | 65’ Oparanozie |

| Arbitro: | Buffart |

|                                      |           |  |
| Oparanozie 22’ Amani 32’, 85’, 90+1’ | Marcatori |  |

| Saint-Brieuc 20 novembre 2016, ore 14:00 CET 8ª giornata | Guingamp | 0 – 0 referto | Saint-Étienne | Stadio Fred Aubert (330 spett.)\| Arbitro: \| Bonnin \| |
| Arbitro:                                                 | Bonnin   |               |               |                                                         |

| Arbitro: | Cruchon |

|  |           |                               |
|  | Marcatori | 47’ Ringenbach 79’, 82’ Amani |

| Saint-Brieuc 11 dicembre 2016, ore 14:30 CET 10ª giornata | Guingamp | 0 – 0 referto | Soyaux | Stadio Fred Aubert (320 spett.)\| Arbitro: \| Zaouak \| |
| Arbitro:                                                  | Zaouak   |               |        |                                                         |

| Arbitro: | Bagrowski |

|             |           |           |
| Khelifi 71’ | Marcatori | 65’ Amani |

#### Girone di ritorno
| Arbitro: | Bonnin |

|  |           |                                  |
|  | Marcatori | 21’, 26’ Le Sommer 72’ Hegerberg |

| Arbitro: | Dallongeville |

|  |           |                     |
|  | Marcatori | 62’ Pervier-Arragon |

| Arbitro: | Buffart |

|                |           |  |
| Oparanozie 83’ | Marcatori |  |

| Arbitro: | Buffart |

|                    |           |  |
| Boudaud 75’ (rig.) | Marcatori |  |

| Arbitro: | Maubacq |

|  |           |                              |
|  | Marcatori | 5’ Blackstenius 30’ Le Bihan |

| Arbitro: | Guillemin |

|                   |           |  |
| Gadéa 8’ Lozé 65’ | Marcatori |  |

| Arbitro: | Bartnik |

|                                |           |                               |
| Cristiane 15’, 19’ Boquete 27’ | Marcatori | 60’, 80’ Amani 82’ Oparanozie |

| Arbitro: | Bonnin |

|               |           |                               |
| Oparanozie 6’ | Marcatori | 10’ (rig.) Rouzies 58’ Khoury |

| Arbitro: | Cruchon |

|                          |           |              |
| Thiney 20’ (rig.), 90+4’ | Marcatori | 53’ Ollivier |

| Arbitro: | Bonnin |

|                                                                          |           |                           |
| Bueno 11’ Le Garrec 20’ Robert 22’ Ollivier 66’ Drozo 70’ Oparanozie 74’ | Marcatori | 60’ Wojdyla 90+1’ Cordier |

| Arbitro: | Bagrowski |

|  |           |                |
|  | Marcatori | 54’ Oparanozie |

### Coppa di Francia
| 7 gennaio 2017, ore --:-- CET 2º turno federale                                                 | Guingamp  | 6 – 0 referto | Saint-Malo |  |
| \| \| \| \| \| Le Garrec 42’, 73’ Bueno 65’ Ollivier 68’, 81’ Oparanozie 75’ \| Marcatori \| \| |           |               |            |  |
|                                                                                                 |           |               |            |  |
| Le Garrec 42’, 73’ Bueno 65’ Ollivier 68’, 81’ Oparanozie 75’                                   | Marcatori |               |            |  |

| Arbitro: | Loidon |

|                                                     |           |                    |
| Amani 10’ Robert 11’ Oparanozie 23’ Ndolo Ewelé 52’ | Marcatori | 20’ Ninot 83’ Léon |

| Saint-Brieuc 19 febbraio 2017, ore 16:40 CET Ottavi di finale                           | Guingamp  | 0 – 5 referto                                         | Olympique Lione | Stadio Fred Aubert (800 spett.) |
| \| \| \| \| \| \| Marcatori \| 67’, 84’, 88’ Bremer 89’ Lavogez 90+5’ (rig.) Kumagai \| |           |                                                       |                 |                                 |
|                                                                                         |           |                                                       |                 |                                 |
|                                                                                         | Marcatori | 67’, 84’, 88’ Bremer 89’ Lavogez 90+5’ (rig.) Kumagai |                 |                                 |

## Statistiche

### Statistiche di squadra
| Competizione     | Punti | In casa | In casa | In casa | In casa | In casa | In casa | In trasferta | In trasferta | In trasferta | In trasferta | In trasferta | In trasferta | Totale | Totale | Totale | Totale | Totale | Totale | DR |
| Competizione     | Punti | G       | V       | N       | P       | Gf      | Gs      | G            | V            | N            | P            | Gf           | Gs           | G      | V      | N      | P      | Gf     | Gs     | DR |
| ---------------- | ----- | ------- | ------- | ------- | ------- | ------- | ------- | ------------ | ------------ | ------------ | ------------ | ------------ | ------------ | ------ | ------ | ------ | ------ | ------ | ------ | -- |
| Division 1       | 29    | 11      | 4       | 3       | 4       | 15      | 15      | 11           | 4            | 2            | 5            | 13           | 21           | 22     | 8      | 5      | 9      | 28     | 36     | -8 |
| Coppa di Francia | -     | 3       | 2       | 0       | 1       | 10      | 7       | -            | -            | -            | -            | -            | -            | 3      | 2      | 0      | 1      | 10     | 7      | +3 |
| Totale           | -     | 14      | 6       | 3       | 5       | 25      | 22      | 11           | 4            | 2            | 5            | 13           | 21           | 25     | 10     | 5      | 10     | 38     | 43     | -5 |

### Andamento in campionato
| Giornata  | 1 | 2 | 3 | 4 | 5 | 6 | 7 | 8 | 9 | 10 | 11 | 12 | 13 | 14 | 15 | 16 | 17 | 18 | 19 | 20 | 21 | 22 |
| --------- | - | - | - | - | - | - | - | - | - | -- | -- | -- | -- | -- | -- | -- | -- | -- | -- | -- | -- | -- |
| Luogo     | C | T | C | T | C | T | C | C | T | C  | T  | C  | T  | C  | T  | C  | T  | T  | C  | T  | C  | T  |
| Risultato | V | P | P | V | N | P | V | N | V | N  | N  | P  | V  | V  | P  | P  | P  | N  | P  | P  | V  | V  |
| Posizione | 4 | 4 | 9 | 5 | 5 | 7 | 6 | 7 | 4 | 4  | 4  | 5  | 5  | 4  | 6  | 6  | 7  | 7  | 7  | 7  | 6  | 6  |

Legenda:

Luogo: C = Casa; T = Trasferta. Risultato: V = Vittoria; N = Pareggio; P = Sconfitta.

### Statistiche delle giocatrici
| Giocatore          | Division 1 | Division 1 | Division 1  | Division 1 | Coppa di Francia | Coppa di Francia | Coppa di Francia | Coppa di Francia | Totale   | Totale | Totale      | Totale     |
| Giocatore          | Presenze   | Reti       | Ammonizioni | Espulsioni | Presenze         | Reti             | Ammonizioni      | Espulsioni       | Presenze | Reti   | Ammonizioni | Espulsioni |
| ------------------ | ---------- | ---------- | ----------- | ---------- | ---------------- | ---------------- | ---------------- | ---------------- | -------- | ------ | ----------- | ---------- |
| L. Abadou          | 1          | 0          | 0           | 0          | -                | -                | -                | -                | 1        | 0      | 0           | 0          |
| S. Amani           | 19         | 9          | 2           | 0          | 1                | 1                | 0                | 0                | 20       | 10     | 2           | 0          |
| M. Bueno           | 22         | 1          | 1           | 0          | 2                | 0                | 0                | 0                | 24       | 1      | 1           | 0          |
| J. Debever         | 22         | 0          | 1           | 0          | 2                | 0                | 0                | 0                | 24       | 0      | 1           | 0          |
| É. Dinglor         | 17         | 0          | 2           | 0          | 1                | 0                | 0                | 0                | 18       | 0      | 2           | 0          |
| J. Dolain          | 1          | 0          | 0           | 0          | 1                | 0                | 0                | 0                | 2        | 0      | 0           | 0          |
| M. Drozo           | 12         | 1          | 0           | 0          | -                | -                | -                | -                | 12       | 1      | 0           | 0          |
| A. Fauvel          | 0          | 0          | 0           | 0          | 0                | 0                | 0                | 0                | 0        | 0      | 0           | 0          |
| L. Fleury          | 15         | 1          | 0           | 0          | 2                | 0                | 0                | 0                | 17       | 1      | 0           | 0          |
| A. Fourré          | 5          | 0          | 0           | 0          | 2                | 0                | 0                | 0                | 7        | 0      | 0           | 0          |
| M. Gignoux-Soulier | 20         | -25        | 0           | 0          | 2                | 0                | 0                | 0                | 22       | -25    | 0           | 0          |
| L. Le Garrec       | 9          | 1          | 0           | 0          | 2                | 0                | 0                | 0                | 11       | 1      | 0           | 0          |
| L. Le Moing        | 2          | 0          | 0           | 0          | -                | -                | -                | -                | 2        | 0      | 0           | 0          |
| J. Lebastard       | 2          | -11        | 0           | 0          | -                | -                | -                | -                | 2        | -11    | 0           | 0          |
| C. Lorgeré         | 22         | 0          | 0           | 0          | 2                | 0                | 0                | 0                | 24       | 0      | 0           | 0          |
| S. Morin           | 20         | 0          | 1           | 0          | 2                | 0                | 0                | 0                | 22       | 0      | 1           | 0          |
| L. Ndolo Ewelé     | 13         | 0          | 0           | 0          | 2                | 1                | 0                | 0                | 15       | 1      | 0           | 0          |
| M. Nieto           | 0          | 0          | 0           | 0          | 0                | 0                | 0                | 0                | 0        | 0      | 0           | 0          |
| E. Nwabuoku        | 4          | 0          | 2           | 0          | 0                | 0                | 0                | 0                | 4        | 0      | 2           | 0          |
| A. Ollivier        | 12         | 2          | 1           | 0          | -                | -                | -                | -                | 12       | 2      | 1           | 0          |
| D. Oparanozie      | 20         | 10         | 0           | 0          | 2                | 1                | 0                | 0                | 22       | 11     | 0           | 0          |
| E. Palis           | 3          | 0          | 0           | 0          | -                | -                | -                | -                | 3        | 0      | 0           | 0          |
| M. Pervier-Arragon | 22         | 1          | 2           | 0          | 2                | 0                | 0                | 0                | 24       | 1      | 2           | 0          |
| S. Quéro           | 5          | 0          | 0           | 0          | -                | -                | -                | -                | 5        | 0      | 0           | 0          |
| O. Ringenbach      | 3          | 1          | 0           | 0          | -                | -                | -                | -                | 3        | 1      | 0           | 0          |
| F. Robert          | 21         | 1          | 2           | 0          | 1                | 1                | 0                | 0                | 22       | 2      | 2           | 0          |
| O. Rogon           | 7          | 0          | 0           | 0          | -                | -                | -                | -                | 7        | 0      | 0           | 0          |